# Caçapava
Caçapava ist eine Stadt im brasilianischen Bundesstaat São Paulo. 2022 lebten in Caçapava nach offizieller Schätzung 96.202 Menschen auf 370 km².

## Geographie

### Distrikte
Die Gemeinde ist nicht in Distrikte unterteilt, es gibt nur den Hauptdistrikte.

## Geschichte
Die Gemeinde wurde 1855 durch Landesgesetz gegründet.

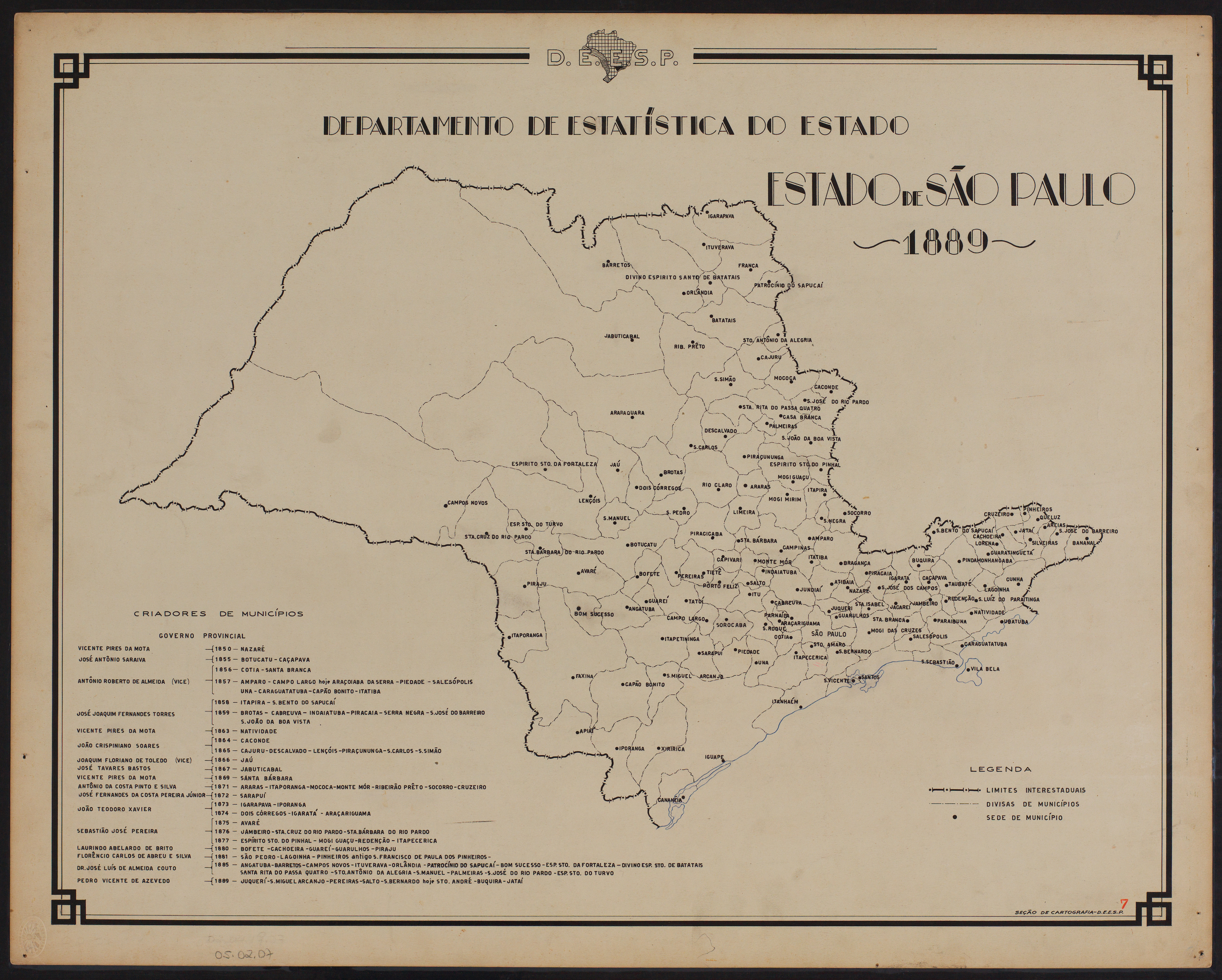
Karte des Bundesstaates São Paulo (1889).

## Bevölkerung
| Bevölkerungsentwicklung | Bevölkerungsentwicklung |
| Jahr                    | Bevölkerung             |
| ----------------------- | ----------------------- |
| 1920                    | 18.099                  |
| 1940                    | 16.352                  |
| 1950                    | 19.301                  |
| 1960                    | 24.199                  |
| 1970                    | 30.712                  |
| 1980                    | 51.353                  |
| 1991                    | 66.058                  |
| 2000                    | 76.130                  |
| 2010                    | 84.752                  |
| 2022                    | 96.202                  |
| [ 4 ] [ 5 ] [ 6 ]       |                         |

## Religion
Das Christentum ist in der Stadt wie folgt vertreten:

### Römisch-katholische Kirche
Die römisch-katholische Gemeinde ist Teil des Bistums Taubaté.

### Protestantische Kirche
In der Stadt gibt es die unterschiedlichsten evangelischen Glaubensrichtungen, hauptsächlich Pfingstler, darunter die brasilianischen Assemblies of God, die Christliche Kongregationalistische Kirche in Brasilien, und andere.